# Sabra Lopes

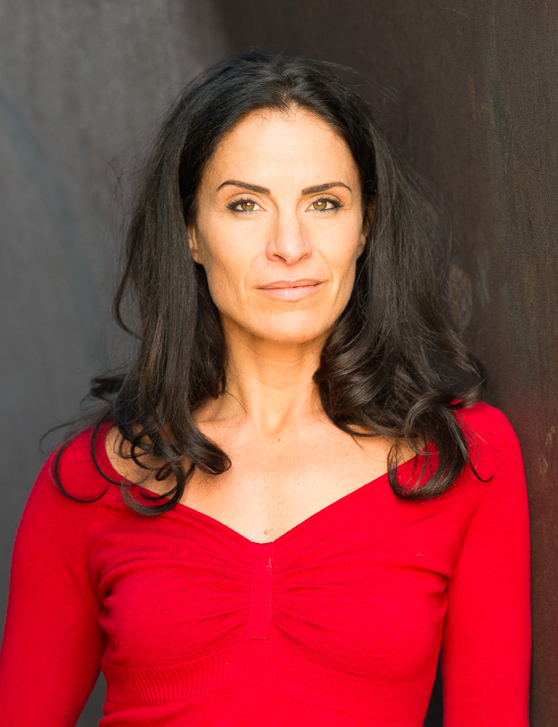

Sabra Lopes (* in Mannheim) ist eine deutsche Mezzosopranistin, Diseuse, Sprecherin und Gesangspädagogin.

## Leben
Lopes wuchs in München auf. Von 1995 bis 2001 verfolgte sie ihr klassisches Gesangsstudium an der Hochschule für Musik „Hanns Eisler“ sowie ein Schauspielstudium an der Hochschule der Künste in Berlin. Von 1999 bis 2002 hatte sie an der Komischen Oper Berlin ein Engagement als Solistin. 2001 war sie Preisträgerin beim bundesweiten Interpretationswettbewerb für Verfemte Musik in Schwerin.
Frühzeitig interessierte sich Lopes für Theaterformen und Konzertprojekte jenseits üblicher Genregrenzen von E- und U-Musik und experimentierte im interdisziplinären Bereich zwischen Oper, Melodram, Schauspiel, Performance und Chanson.
Gastverträge als Musiktheaterdarstellerin und Konzertsängerin führten sie unter anderem an das Konzerthaus Berlin, die Philharmonie Berlin, zum Internationalen Hans-von-Bülow-Klavierwettbewerb Meiningen, und ins TIPI am Kanzleramt. Sie gastierte seit 2005 mit eigenen Bühnenprogrammen unter anderem am Schauspielhaus Hannover, Renaissance-Theater Berlin, im Goethe-Institut London, im Pumpwerk Wilhelmshaven, in der Ernst-Barlach-Stiftung in Güstrow, am Zeughaus sowie in der Kulturbrauerei in Berlin.
Seit 2015 ist Sabra Lopes auch als Sprecherin – vorwiegend voice over artist – tätig, unter anderem für Cinephon Berlin, Berliner Synchron, Studio Hamburg, Studio Funk und Alias Sprachtransfer (voice-over für Dokumentarfilme auf ARTE, ZDF, ARD).

## Bühnenprogramme
- 2013: Heillos vergnügt – Jüdisches Kabarett zwischen den Kriegen
- 2013: La Boda de los Instintos – Die Hochzeit der Instinkte
- 2014: Auf Schatzsuche – Vom Schwinden und Finden der Liebe
- 2015: Ich denk mich weg… kommst du mit?
- 2018: Mascha. Ein Liederabend in Himmelgrau